# Diocesi di Boac
La diocesi di Boac (in latino Dioecesis Boacensis) è una sede della Chiesa cattolica nelle Filippine suffraganea dell'arcidiocesi di Lipa. Nel 2022 contava 256.611 battezzati su 291.438 abitanti. La sede è vacante.

## Territorio
La diocesi comprende la provincia filippina di Marinduque.
Sede vescovile è la città di Boac, dove si trova la cattedrale dell'Immacolata Concezione.
Il territorio si estende su 960 km² ed è suddiviso in 14 parrocchie, raggruppate in tre vicariati: Montserrat, San Juan e San Bernardo.

## Storia
La diocesi è stata eretta il 2 aprile 1977 con la bolla Cum tempora di papa Paolo VI, ricavandone il territorio dalla diocesi di Lucena.

## Cronotassi dei vescovi
Si omettono i periodi di sede vacante non superiori ai 2 anni o non storicamente accertati.
- Rafael Montiano Lim † (26 gennaio 1978 - 10 settembre 1998 deceduto)
- Jose Francisco Oliveros † (2 febbraio 2000 - 14 maggio 2004 nominato vescovo di Malolos)
- Reynaldo Gonda Evangelista (11 dicembre 2004 - 8 aprile 2013 nominato vescovo di Imus)
- Marcelino Antonio Malabanan Maralit (31 dicembre 2014 - 21 settembre 2024 nominato vescovo di San Pablo)

## Statistiche
La diocesi nel 2022 su una popolazione di 291.438 persone contava 256.611 battezzati, corrispondenti all'88,0% del totale.
| anno | popolazione | popolazione | popolazione | presbiteri | presbiteri | presbiteri | presbiteri                | diaconi | religiosi | religiosi | parrocchie |
| anno | battezzati  | totale      | %           | numero     | secolari   | regolari   | battezzati per presbitero | diaconi | uomini    | donne     | parrocchie |
| ---- | ----------- | ----------- | ----------- | ---------- | ---------- | ---------- | ------------------------- | ------- | --------- | --------- | ---------- |
| 1980 | 158.328     | 181.000     | 87,5        | 14         | 14         |            | 11.309                    |         |           | 26        | 11         |
| 1990 | 202.000     | 225.000     | 89,8        | 21         | 21         |            | 9.619                     |         |           | 10        | 12         |
| 1999 | 188.620     | 208.479     | 90,5        | 20         | 20         |            | 9.431                     |         |           | 32        | 13         |
| 2000 | 194.095     | 213.954     | 90,7        | 21         | 21         |            | 9.242                     |         |           | 20        | 13         |
| 2001 | 199.348     | 219.207     | 90,9        | 23         | 23         |            | 8.667                     |         |           | 26        | 13         |
| 2002 | 188.105     | 206.971     | 90,9        | 22         | 22         |            | 8.550                     |         |           | 29        | 14         |
| 2003 | 193.585     | 216.815     | 89,3        | 22         | 22         |            | 8.799                     |         |           | 29        | 14         |
| 2006 | 198.589     | 221.819     | 89,5        | 21         | 21         |            | 9.456                     |         |           | 23        | 14         |
| 2012 | 221.062     | 253.000     | 87,4        | 28         | 28         |            | 7.895                     |         |           | 20        | 14         |
| 2015 | 226.567     | 242.494     | 93,4        | 32         | 32         |            | 7.080                     |         |           | 23        | 14         |
| 2018 | 237.580     | 270.861     | 87,7        | 72         | 32         | 40         | 3.299                     |         | 40        | 23        | 14         |
| 2020 | 248.741     | 278.875     | 89,2        | 77         | 37         | 40         | 3.230                     |         | 40        | 16        | 14         |
| 2022 | 256.611     | 291.438     | 88,0        | 79         | 39         | 40         | 3.248                     |         | 44        | 18        | 14         |